# Isoetes gardneriana
Isoetes gardneriana är en kärlväxtart som beskrevs av Kze. och Georg Heinrich Mettenius. Isoetes gardneriana ingår i släktet braxengräs, och familjen Isoetaceae. Inga underarter finns listade i Catalogue of Life.